# Kuatuniana subasperata
Kuatuniana subasperata là một loài bọ cánh cứng trong họ Cerambycidae.